# Сікуж (Куявсько-Поморське воєводство)
Сікуж (пол. Sikórz, нім. Meisenfeld) — село в Польщі, у гміні Хростково Ліпновського повіту Куявсько-Поморського воєводства.
Населення — 114 осіб (2011).
У 1975-1998 роках село належало до Влоцлавського воєводства.

## Демографія
Демографічна структура станом на 31 березня 2011 року:
|          | Загалом | Допрацездатний вік | Працездатний вік | Постпрацездатний вік |
| -------- | ------- | ------------------ | ---------------- | -------------------- |
| Чоловіки | 61      | 15                 | 42               | 4                    |
| Жінки    | 53      | 12                 | 32               | 9                    |
| Разом    | 114     | 27                 | 74               | 13                   |